# Masters of the Universe: He-Man - Defender of Grayskull
Masters of the Universe: He-Man - Defender of Grayskull est un jeu vidéo d'action développé par Savage Entertainment et édité par Midas Interactive Entertainment, sorti en 2005 sur PlayStation 2.
Il est basé sur la licence Les Maîtres de l'univers.

## Accueil
- Jeuxvideo.com : 5/20[1]